# Сюзанна (певица)
Сюзанна Каменская (девичья фамилия — Абдулла; род. 8 июня 1994, Воронеж, Россия), более известная мононимно как Сюзанна — украинская  и российская певица и автор песен. Наибольшую известность получила после своего выступления на украинском телешоу X-Фактор с кавером на песню Halo американской певицы Бейонсе, набравшая более 10 миллионов просмотров на Youtube, а также дуэтом «Мальбэк и Сюзанна». В данный момент активно сотрудничает с продюсером Никитой Каменским.

## Биография

### Ранняя жизнь
Родилась в городе Воронеж, где её родители обучались в университете. После окончания учёбы, Сюзанна вместе с матерью и старшей сестрой Сабриной возвращается в город Керчь. Отец же уезжает к себе на родину в Йемен, и контакт между ними теряется. С детства Сюзанна начинает заниматься музыкой и танцами, с 9 лет ходит на занятия по вокалу.

## Карьера

### 2010: Х-Фактор
Первую популярность Сюзанне принесло участие в первом сезоне украинского шоу Х-фактор, где она дошла до тренировочного лагеря. Видео с кастинга стало вирусным на YouTube и в сумме набрало около 20 миллионов просмотров.
| Выступления и результаты на Х-Факторе | Выступления и результаты на Х-Факторе                                                              | Выступления и результаты на Х-Факторе | Выступления и результаты на Х-Факторе |
| Шоу                                   | Выбранная песня                                                                                    | Тема                                  | Результат                             |
| ------------------------------------- | -------------------------------------------------------------------------------------------------- | ------------------------------------- | ------------------------------------- |
| Прослушивание                         | Halo — Бейонсе                                                                                     | н/д                                   | Прошла дальше                         |
| Тренировочный лагерь (Шоу 1)          | Опять метель — Алла Пугачёева & Кристина Орбакайте (трио вместе с Денис Повалий и Дмитрий Монатик) | н/д                                   | Прошли дальше                         |
| Тренировочный лагерь (Шоу 2)          | Королева красоты — Муслим Магомаев                                                                 | н/д                                   | Выбыла                                |

### 2011—2014: телешоу «Минута славы» и «Артист»
В 2011 году участвовала в отборочном туре на Новую Волну 2011 от Украины, с песней Александра Пономарёва «Я люблю тiльки тебе», но не прошла в финальный этап. Годом позже участвовала в шоу Минута славы, где исполнила песню Рианны «Russian Roulette».
В 2014 Afisha.ru назвал Сюзанну «новой украинской поп-музыкой» наравне с Иваном Дорном, Kazaky, Ией и Монатиком.

## Личная жизнь
Мать — Ольга Пищик, преподаватель украинского языка. Отец Салем — эфиоп, родом из Йемена. Родители Сюзанны расстались в 1996 году, когда ей было 1,5 года. Следующая встреча с отцом состоялась через 14 лет, на шоу Фабрика звёзд, где принимала участие её старшая сестра — Сабрина. Бывший муж — Роман Варнин. В 2019 году у них родилась дочь — Евангелина-София. Расстались в 2020, после того, как Сюзанна обвинила его в домашнем насилии. Сейчас в отношениях с музыкальным продюсером и композитором — Никитой Каменским. Любимые музыкальные группы: Океан Ельзи и Muse.

## Дискография
См. также раздел «Дискография» в статье про группу «Мальбэк»

### Альбомы
| Оценки критиков | Оценки критиков |
| Источник        | Оценка          |
| --------------- | --------------- |
| InterMedia      | [ 10 ]          |

| Оценки критиков | Оценки критиков |
| Источник        | Оценка          |
| --------------- | --------------- |
| InterMedia      | [ 11 ]          |

| Название          | Подробности                                                                        |
| ----------------- | ---------------------------------------------------------------------------------- |
| «Та самая»        | - Релиз: 22 сентября 2017 - Лейбл: MLBC - Формат: цифровая дистрибуция             |
| «MEGALITH»        | - Релиз: 4 декабря 2020 - Лейбл: Siuzanna - Формат: цифровая дистрибуция           |
| «Karaoke Provoke» | - Релиз: 23 июля 2021 - Лейбл: Siuzanna - Формат: цифровая дистрибуция             |
| «Сверхновая»      | - Релиз: 8 апреля 2022 - Лейбл: Ulitsa Novatorov - Формат: цифровая дистрибуция    |
| «Константа»       | - Релиз: 28 мая 2022 - Лейбл: Ulitsa Novatorov - Формат: цифровая дистрибуция      |
| «Альтернатива I»  | - Релиз: 16 сентября 2022 - Лейбл: Ulitsa Novatorov - Формат: цифровая дистрибуция |
| «Альтернатива II» | - Релиз: 30 сентября 2022 - Лейбл: Ulitsa Novatorov - Формат: цифровая дистрибуция |
| «Плод»            | - Релиз: 20 октября 2023 - Лейбл: Ulitsa Novatorov - Формат: цифровая дистрибуция  |
| «Аффекты»         | - Релиз: 9 февраля 2024 - Лейбл: Ulitsa Novatorov - Формат: цифровая дистрибуция   |

### Синглы
| - 2011 — «Никто не сможет вместо» - 2011 — «Не забывай» - 2011 — «Ангел или демон» - 2011 — «2012» - 2012 — «Театр кукол» - 2014 — «Крошки в одеяле» - 2014 — «Дикая» - 2014 — «Сон-трава» - 2015 — «Ломаная» - 2015 — «Привыкаю отвыкать» - 2017 — «6 секунд» — цифровой сингл, 16 июн. 2017 - 2018 — «Высота» (совместно с Мальбэк) - 2018 — «Рядом с тобой» (совместно с Мальбэк) - 2019 — «За домами» (совместно с Мальбэк и Эрикой Лундмоен) - 2019 — «Нет, мне не жаль» — цифровой сингл, 14 июн. 2019 - 2019 — «Салюты» (совместно с Мальбэк) - 2019 — «R.» (совместно с Мальбэк) - 2019 — «Непросто со вкусом» — цифровой сингл, 1 ноября 2019 - 2020 — «poka ya tut (for my mado)» — цифровой сингл, 20 марта 2020 - 2020 — «Кляп» — цифровой сингл, 29 мая 2020 - 2020 — «MAGRITT» - 2020 — «DOROTEYA» - 2021 — «Выдох на шее» — цифровой сингл, 9 июл 2021 - 2021 — «Парим» - 2021 — «Караван» - 2021 — «Не поду / Не подумай» - 2021 — «Мне нравятся люди» - 2022 — «Змеем» (совместно с zavet) - 2022 — «Бездумное счастье» - 2022 — «Пожалуйста» (совместно с IOWA) - 2022 — «Провода» (совместно с Nikita Kamenskiy) - 2022 — «Святая вода» - 2022 — «Побудь со мной» - макси синглы - 2022 — «Ноктюрн» (совместно с Хаски и масло черного тмина) - 2022 — «Понятная» - 2023 — «Кто я?» - 2023 — «Ангел упал» - 2023 — «Привет» - 2023 — «Не чета» - 2023 — «Твоя невеста» |

### Участие в релизах
- 2011 — «Любовь — Америка» (совместно с Bahh Tee)
- 2014 — «SOAH» (совместно с Avatar Darko)
- 2016 — «Буквы» (совместно с Паша Климат)
- 2017 — «Равнодушие» (совместно с Мальбэк)
- 2017 — «Гипнозы» (совместно с Мальбэк)
- 2017 — «Она хочет домой» (совместно с Мальбэк)
- 2017 — «Новое искусство» (совместно с Мальбэк)
- 2017 — «Стильный бит» (совместно с Мальбэк)
- 2017 — «Будешь или нет?» (совместно с Мальбэк)
- 2017 — «Мир полон войны» (совместно с Мальбэк)
- 2021 — «Salem» (совместно с Nikita Kamenskiy)
- 2021 — «Пепел» (совместно с Dose)
- 2022 — «Трое» (совместно с Nikita Kamenskiy)
- 2023 — «Мыс доброй надежды» (совместно с Nikita Kamenskiy для благотворительного музыкального альбома «Afterdark» в поддержку фонда Константина Хабенского)